# Johannes V. Jensen (dokumentarfilm fra 1943)
 For alternative betydninger, se Johannes V. Jensen (flertydig). (Se også artikler, som begynder med Johannes V. Jensen)
Johannes V. Jensen er en dansk portrætfilm fra 1943 instrueret af Svend Methling. Filmen blev optaget omkring 20. februar 1943 af Palladium og afleveret til Nationalmuseet 14. april 1943.

## Handling
Johannes V. Jensen læser Som Dreng skar jeg Skibe. Digterportræt i to totalbilleder og ét nærbillede.